# 林慮山
林慮山（りんりょざん）は、中華人民共和国河南省安陽市林州市西部にある太行山脈の山。古くは隆慮山といったが、後漢時代の皇帝殤帝劉隆の諱を避けるため林慮山という名になった。中華人民共和国国家級風景名勝区（2004年認定）。桃花谷・王相岩といった観光地がある。最高峰は四方堖（1632m）。